# Arthur Fadden

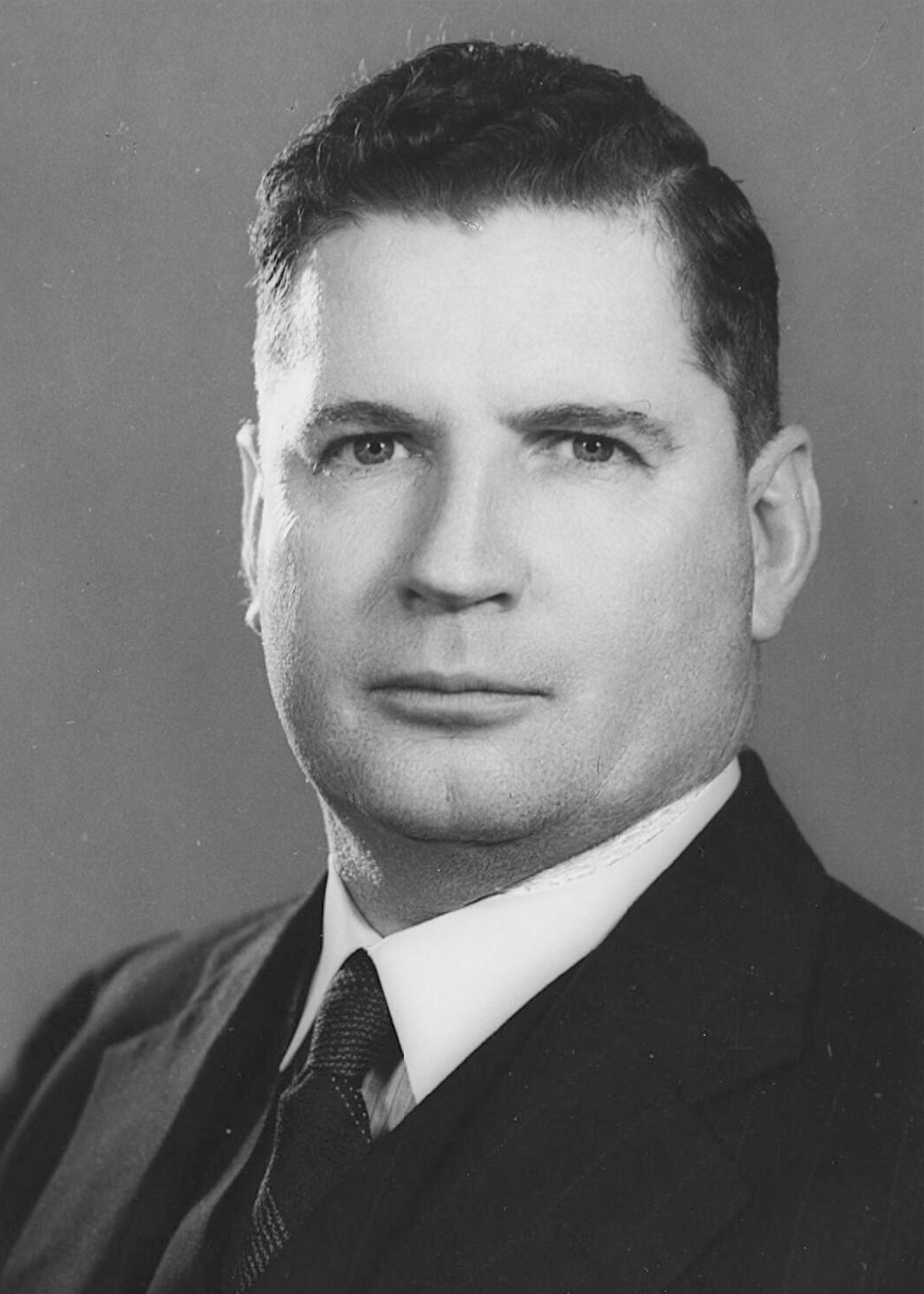
Arthur William Fadden

Sir Arthur William Fadden (* 13. April 1894 in Ingham, Queensland; † 21. April 1973 in Brisbane, Queensland, Australien) war ein australischer Politiker. Er bekleidete mehrere Ministerposten und amtierte vom 29. August bis zum 7. Oktober 1941 als 13. Premierminister des Landes. Nach seiner nur 40-tägigen Amtszeit war er bis zum 23. September 1943 Oppositionsführer im australischen Parlament.

## Die Zeit, bevor er Premierminister wurde (bis August 1941)
Arthur Fadden war das älteste von zehn Kindern der irischen Einwanderer Richard und Annie Fadden, geb. Moorhead. Da sein Vater, ein Offizier der Berittenen Polizei, nach Walkerston, nahe Mackay, versetzt wurde, ging er dort zur Schule.
Im Jahre 1909 begann er auf der örtlichen Zuckerrohrplantage zu arbeiten, bevor er wenig später Gehilfe in einer Zuckermühle wurde. Mit 19 Jahren wurde er Assistent des Stadtdirektors von Mackay, bis er 1916 nach Abschluss seiner Ausbildung zum Buchhalter aufgrund seiner Fähigkeiten selbst zum Stadtdirektor ernannt wurde. Am 27. Dezember 1916 heiratete er Ilma Nita Thornber, mit der er vier Kinder hatte. Im September 1918 ging er als selbständiger Buchhalter nach Townsville.
Dort entwickelte er sein Interesse für Politik und wurde 1930 Mitglied im Stadtrat von Townsville. Er schloss sich Queenslands Country and Progressive National Party an, für die er 1932 den Sitz des Wahlkreises Kennedy im Landesparlament gewinnen konnte. In das australische Repräsentantenhaus wurde er bei den Nachwahlen am 19. November 1936 als Vertreter der Country Party (CP) gewählt.
Nachdem am 13. August 1940 drei Minister aus dem Kabinett des damaligen Premierministers Robert Menzies bei einem Flugzeugabsturz ums Leben gekommen waren – Arthur Fadden wollte ursprünglich denselben Flug nach Canberra nehmen –, wurde er ironischerweise einen Tag später als Minister für die Zivilluftfahrt sowie als Minister für die Luftwaffe in das Kabinett aufgenommen. Bei einer Kabinettsumbildung im Oktober desselben Jahres wurde er schließlich zum ersten Mal Finanzminister Australiens, sein direkter Nachfolger in den Luftfahrtsministerien war John McEwen.
Ende 1940 kam es bei den Wahlen zum Parteivorsitz der Country Party zu einem Patt zwischen den Kandidaten Earle Page und John McEwen, so dass Arthur Fadden gemäß einem Kompromiss zum vorübergehenden Vorsitzenden bestimmt wurde. Am 13. März 1941 wurde er allerdings als Parteivorsitzender bestätigt.

## Die Zeit als Premierminister (August bis Oktober 1941)
Um die Ausweitung einer politischen Krise zu vermeiden, trat Robert Menzies auf Anraten seiner Partei der United Australia Party (UAP) sowie seines Koalitionspartners der Country Party zurück, so dass Fadden das Amt des Premierministers mit einem ansonsten unveränderten Kabinett übernehmen konnte.
Auch Faddens Regierung hatte wie schon die seines Vorgängers das Problem, auf die Duldung durch zwei unabhängige Parlamentarier im Repräsentantenhaus angewiesen zu sein. Er lotete angesichts der Kriegszeit, in der man sich befand, Möglichkeiten aus, eine Regierung unter Einbeziehung aller im Parlament vertretenen Parteien zu bilden. Dies scheiterte allerdings am Widerstand der Australian Labor Party (ALP) unter John Curtin. Am 3. Oktober schließlich votierten die beiden unabhängigen Parlamentarier gegen Faddens Haushaltsgesetz für das kommende Jahr. Eine Mehrheit für seine Regierung war jetzt nicht mehr zu finden, was folglich am 7. Oktober zu seiner Ablösung im Amt führte.

## Die Zeit nachdem er Premierminister war (ab Oktober 1941)
Arthur Fadden war nunmehr Oppositionsführer im australischen Parlament. Bei den kommenden Wahlen am 21. August 1943 mussten er und die Konservativen eine deutliche Wahlniederlage hinnehmen. Zudem war er gezwungen die Führung der Opposition an Robert Menzies zurückzugeben. Er blieb allerdings Parteivorsitzender der Country Party für die kommenden 17 Jahre.
Nach den Parlamentswahlen vom 10. Dezember 1949 konnten die im Jahr 1944 neuformierte Liberal Party of Australia (LP) sowie die Country Party wieder eine Regierung unter der erneuten Führung Robert Menzies bilden. Fadden wurde so zum zweiten Mal Finanzminister, eine Position, die er bis zu seinem Abschied in den Altersruhestand behauptete.
Im Jahr 1951 wurde er zunächst als Knight Commander (KCMG) des Order of St. Michael and St. George in den Ritterstand erhoben. 1958 wurde sein Status innerhalb des Ordens zum Knight Grand Cross (GCMG) erhöht.
Am 26. März 1958 gab er den Parteivorsitz der Country Party auf. Am 22. November desselben Jahres legte er zudem sein Abgeordnetenmandat nieder und wurde am 10. Dezember als Finanzminister von Harold Holt abgelöst.
Nach ruhigen Jahren als Rentner verstarb er am 21. April 1973 gut zwei Wochen nach seinem 79. Geburtstag in Brisbane.
Ein Stadtteil von Canberra sowie ein Wahlkreis in Queensland wurden zu seinen Ehren nach ihm benannt.